# Parc William-Rappard
Pour les articles homonymes, voir Rappard.
Le parc William-Rappard est un jardin public qui se situe à Genève, en Suisse. 

## Situation
Il fait partie d'une suite de parcs contigus : parc Mon Repos, parc Moynier, Perle-du-Lac, parc Barton, et parc William-Rappard, sur la rive droite du lac Léman, en prolongation du quartier des Pâquis.
À sa suite mais de l'autre côté de la rue de Lausanne se trouve le jardin botanique de Genève.

## Histoire
Le parc et sa villa datent du XVIIIe siècle. En 1921, la Confédération suisse achète le domaine et l’offre à la Société des Nations deux ans plus tard. En 1925, celle-ci y construit un palais de style florentin qui abrite alors le Bureau international du travail. Aujourd'hui, ce palais, appelé le centre William Rappard, accueille l'Organisation internationale du commerce.

## Contenu du parc
Le parc William-Rappard accueille plusieurs arbres remarquables.